# Gigabit Ethernet
В комп'ютерній мережі Gigabit Ethernet (GbE) — термін, що описує набір технологій для передачі пакетів Ethernet зі швидкістю 1 Гбіт/с. Він визначений стандартом IEEE 802.3-2005. Використовується для побудови провідних локальних мереж з 1999 року, поступово витісняючи Fast Ethernet завдяки значно більшій швидкості передачі даних.  При цьому необхідні кабелі та частини обладнання мережі мало чим відрізняються від тих, які використовуються в попередніх стандартах, що широко поширені через низьку вартість. 
Раніше в стандарті описувалися напівдуплексні гігабайтні з'єднання з використанням мережевих концентраторів, але така специфікація більше не оновлюється і зараз використовується виключно повнодуплексний режим зі з'єднанням через комутатори.

## Історія
В результаті досліджень, зроблених в корпорації Xerox PARC на початку 1970-х років, Ethernet став найбільш широко використовуваним протоколом сьогодення на фізичному і канальному рівнях. В Fast Ethernet швидкість збільшилася з 10 до 100 мегабіт в секунду (Мбіт/с). Gigabit Ethernet була наступним кроком, збільшуючи швидкість до 1000 Мбіт/с. Початковий стандарт Gigabit Ethernet був опублікований IEEE в червні 1998 року, як IEEE 802.3z,  також була поширена й інша назва - 1000Base-X, де X-посилання на -CX, -SX, -LX або (нестандартних) -ZX.
IEEE 802.3ab, ратифікований у 1999 році, визначає Gigabit Ethernet передачі неекранованної витої пари (UTP) категорії 5, 5e або 6 кабелів і став відомий як 1000Base-T. При ратифікації 802.3ab, Gigabit Ethernet стала настільною технікою, для організації якої можуть використовувати існуючий мідній кабельної інфраструктури.
Спочатку, Gigabit Ethernet була використана для розгортання магістральних мереж зв'язку високої пропускної здатності. У 2000 році Power Mac G4 і PowerBook G4 компанії Apple були першими в масовому виробництві персональних комп'ютерів з 1000Base-T з'єднанням.Згодом, їх швидко стали використовувати в інших комп'ютерах.
З того часу, швидше 10 Gigabit Ethernet стандарти стали доступні, IEEE ратифікував волокна на основі стандарту в 2002 році, і вита пара стандарту в 2006 році. Станом на квітень 2009 року, Gigabit НІС (1000Base-T) включені у багатьох споживачів рівень комп'ютерних систем, однак у більшості систем не можуть використовувати Ethernet-мережі в повній мірі через інші проблеми, такі, як затримка, зчитування і запис з диску, або повільніші посилання в загальній мережі.

## Резюме
Існуює чотири різних фізичних рівнів стандартів для Gigabit Ethernet, які використовують оптоволоконні кабелі (1000Base-X), звиту пару (1000Base-T), або збалансований мідний кабель (1000Base-CX).
Стандарт IEEE 802.3z включає 1000Base-SX для передачі сигналу багатомодовим волокном, 1000Base-LX - для одномодового волокна, і майже застарілих 1000Base-CX для передачі збалансованим мідним кабелем. Ці стандарти використовують 8b/10b кодування, яке підвищує швидкість передачі на 25 %, з 1000 Мбіт/с до 1250 Мбіт/с для забезпечення DC збалансований сигнал. Символи надсилаються з допомогою коду NZR.
IEEE 802.3ab, де описаний широко поширений тип інтерфейсу 1000Base-T, використовує іншу схему кодування, для того, щоб підтримувати швидкість передачі символів на  найнижчому рівні для відправки файлів витою парою.
ETTH пізніше додав стандарти 1000BASE-LX10 і -BX10.
| Назва         |                                                                         | Відстань   |
| ------------- | ----------------------------------------------------------------------- | ---------- |
| 1000BASE-CX   | Збалансований мідний кабель                                             | 25 метрів  |
| 1000BASE-SX   | багатомодове волокно                                                    | 550 метрів |
| 1000BASE-LX   | одномодове волокно                                                      | 5 км       |
| 1000BASE-SX   | Багатомодове волокно (довжина хвилі 850 нм)                             | 550 метрів |
| 1000BASE-LH   | Одномодове або Багатомодове волокно (довжина хвилі 1310 нм)             | 10 км      |
| 1000BASE-ZX   | Одномодове волокно (довжина хвилі 1550 нм)                              | ~ 70 км    |
| 1000BASE-LX10 | Одномодове волокно (довжина хвилі 1310 нм)                              | 10 км      |
| 1000BASE-BX10 | Одномодове волокно (WDM: 1490 нм прямий канал, 1310 нм зворотний канал) | 10 км      |
| 1000BASE-T    | Вита пара (CAT-5, CAT-5e, CAT-6, чи CAT-7)                              | 100 метрів |
| 1000BASE-TX   | Вита пара (CAT-6, CAT-7)                                                | 100 метрів |